# Championnats d'Europe de Nacra 17
Les Championnats d'Europe de Nacra 17 sont une compétition internationale de sport nautique sous l'égide de la Fédération internationale de voile (ISAF). Le Nacra 17 est un catamaran de sport à équipage mixte utilisé dans les épreuves de voile aux Jeux olympiques depuis Rio de Janeiro 2016.
Les éditions se tiennent en Europe mais elles sont ouvertes à des participants du monde entier.

## Éditions
| Année | Ville           | Pays        | Dates                    | Athlètes | Nations |
| ----- | --------------- | ----------- | ------------------------ | -------- | ------- |
| 2013  | Dervio          | Italie      | 18–24 août               |          |         |
| 2014  | La Grande-Motte | France      | 4–12 juillet             |          |         |
| 2015  | Barcelone       | Espagne     | 26 septembre – 3 octobre |          |         |
| 2016  | Thessalonique   | Grèce       | 16–24 septembre          | Annulé   | Annulé  |
| 2017  | Kiel            | Allemagne   | 16–24 septembre          |          |         |
| 2018  | Gdynia          | Pologne     | 8–13 juillet             |          |         |
| 2019  | Weymouth        | Royaume-Uni | 13–19 mai                |          |         |
| 2020  | Lac d'Attersee  | Autriche    | 29 septembre – 4 octobre | 60       | 16      |
| 2021  | Thessalonique   | Grèce       | 14–19 septembre          | 30       | 11      |
| 2022  | Aarhus          | Danemark    | 5–10 juillet             | 66       | 18      |
| 2023  | Vilamoura       | Portugal    | 8–13 novembre            | 76       | 19      |
| 2024  | Palerme         | Italie      | 6–10 novembre            | 36       | 13      |

## Palmarès
| Année | Lieu            | Médaille d'or                                              | Médaille d'argent                                          | Médaille de bronze                                         |
| ----- | --------------- | ---------------------------------------------------------- | ---------------------------------------------------------- | ---------------------------------------------------------- |
| 2013  | Lac de Côme     | Mandy Mulder et Coen de Koning                             | Moana Vaireaux et Manon Audinet                            | François Morvan et Marie Riou                              |
| 2014  | La Grande-Motte | Iker Martínez et Tara Pacheco                              | Vittorio Bissaro et Silvia Sicouri                         | Billy Besson et Marie Riou                                 |
| 2015  | Barcelone       | Ben Saxton et Nicola Groves                                | Allan Nørregaard et Anette Viborg                          | Vittorio Bissaro et Silvia Sicouri                         |
| 2016  | Thessalonique   | Championnats annulés en raison d'un manque de participants | Championnats annulés en raison d'un manque de participants | Championnats annulés en raison d'un manque de participants |
| 2017  | Kiel            | Ruggero Tita et Caterina Banti                             | Fernando Echavarri et Tara Pacheco                         | Ben Saxton et Katie Dabson                                 |
| 2018  | Gdynia          | Ruggero Tita et Caterina Banti                             | Fernando Echavarri et Tara Pacheco                         | Christian Peter Lubeck et Lin Cenholt                      |
| 2019  | Île de Portland | Ben Saxton et Nicola Boniface                              | John Gimson et Anna Burnet                                 | Christian Peter Lubeck et Lin Cenholt                      |
| 2020  | Attersee        | Ruggero Tita et Caterina Banti                             | Quentin Delapierre et Manon Audinet                        | Vittorio Bissaro et Maelle Frascari                        |
| 2021  | Thessalonique   | John Gimson et Anna Burnet                                 | Gianluigi Ugolini et Alice Cialfi                          | Titouan Petard et Lou Berthomieu                           |
| 2022  | Aarhus          | Ruggero Tita et Caterina Banti                             | Sinem Kurtbay et Akseli Keskinen                           | Gianluigi Ugolini et Maria Giubilei                        |
| 2023  | Vilamoura       | John Gimson et Anna Burnet                                 | Ruggero Tita et Caterina Banti                             | Gianluigi Ugolini et Maria Giubilei                        |
| 2024  | Palerme         | Scipio Houtman et Willemijn Offerman                       | Gianluigi Ugolini et Maria Giubilei                        | Kwinten Borghijs et Lieselotte Borghijs                    |

## Tableau des médailles
Mis à jour après l'édition 2024.
| Rang  | Nation      | Or | Argent | Bronze | Total |
| ----- | ----------- | -- | ------ | ------ | ----- |
| 1     | Italie      | 4  | 4      | 4      | 12    |
| 2     | Royaume-Uni | 4  | 1      | 1      | 6     |
| 3     | Pays-Bas    | 2  | 0      | 0      | 2     |
| 4     | Espagne     | 1  | 2      | 0      | 3     |
| 5     | France      | 0  | 2      | 3      | 5     |
| 6     | Danemark    | 0  | 1      | 2      | 3     |
| 7     | Finlande    | 0  | 1      | 0      | 1     |
| 8     | Belgique    | 0  | 0      | 1      | 1     |
| Total | Total       | 11 | 11     | 11     | 33    |